# Nadia Oh
Nadia Oh est une chanteuse et rappeuse anglaise, qui s'est fait connaître pour son travail avec le DJ français Space Cowboy sur les titres My Egyptian Lover, Something 4 the Weekend et Hot Like Wow. Son premier album, Hot Like Wow, produit par ce même Space Cowboy, a été commercialisé via iTunes au Royaume-Uni le 13 avril 2008. Depuis la fin 2007, elle vit une relation avec l'acteur écossais Robert Cameron.
Si le succès commercial n'a pas forcément été au rendez-vous, Nadia a su se faire connaître et acquérir ainsi un début de notoriété, notamment grâce à l'utilisation de ses titres dans des séries télévisées populaires, telles Ugly Betty ou encore Gossip Girl. Ainsi, elle a commencé à travailler sur un nouvel album, Colours, toujours sous la houlette de Space Cowboy. En 2010, trois titres enregistrés ont filtré sur Internet, So Unforgettable, iZ d@t U et Colours. Un autre titre a fait son apparition récemment, dans un premier temps appelé Kate Middleton, mais qui finalement devrait s'intituler Taking Over the Dancefloor. Le site d'actualité musicale anglais Popjustice l'avait proposé aux internautes dans sa rubrique « Chanson du jour » le 21 mars 2011. Il est le premier single tiré de cet album et a été commercialisé en avril 2011, peu de temps avant la sortie de l'album.

## Discographie

### Album
- 2008 : Hot Like Wow
- 2011 : Colours

### Singles
| Année | Single                                   | Classement | Classement | Album        |
| Année | Single                                   | R-U        | R-U Dance  | Album        |
| ----- | ---------------------------------------- | ---------- | ---------- | ------------ |
| 2007  | "My Egyptian Lover" (feat. Space Cowboy) | 45         | 12         | Hot Like Wow |

### Singles promotionnels
- 2007 : Something 4 the Weekend (feat. Space Cowboy)
- 2008 : N.A.D.I.A. O.H.
- 2008 : Got Your Number
- 2010 : Follow Me
- 2011 : Taking Over the Dancefloor
- 2011 : No Bueno
- 2011 : I Like It Loud (en version solo et en featuring avec DJ Skeet Skeet, Donnis & Space Cowboy)
- 2011 : Shade